# 3617 Eicher
3617 Eicher este un asteroid din centura principală, descoperit pe 2 iunie 1984 de Brian Skiff.